# John Walter Guerrier Lund
John Walter Guerrier Lund (27 de noviembre de 1912-21 de marzo de 2015) es un biólogo y algólogo inglés.

## Biografía
Obtuvo su B.Sc. y el M.Sc. en la Universidad de Mánchester; y comenzó su carrera en la University College London y en los Reales Jardines Botánicos de Kew.
Luego del deceso de su colega algólogo Félix Fritsch, Lund continuó su tarea de ilustrar las publicaciones en la "Asociación de Biología de Agua Dulce" y se convirtió en The Fritsch Collection of Illustrations of Freshwater Algae

En 1939, Tutin que es profesor en el Departamento de Botánica de la Universidad de Mánchester, descubre el problema de las algas planctónicas en el lago Titicaca, continuando ese tema de investigación, gracias a la cercana región de los lagos de agua dulce y al Laboratorio biológico de la Asociación en Wray Castle. Tutin también desarrolla su teoría de que en cualquier lago se asentará la vegetación acuática estable, un verdadero clímax, y que no se observa cuando la sucesión clásica que lleva a relleno progresivo del lago y su transformación una zona boscosa: la hidrosere. Ese supuesto fue ampliamente apoyado por John Walter Guerrero Lund.

## Algunas publicaciones
- 1945. Observations on soil algae: The ecology, size and taxonomy of British soil diatoms.

### Libros
- j.w.g. Lund, john francis Talling. 1957. Botanical limnological methods with special reference to the algae. Ed. Botanical Review. 95 pp.

- -----------------, c. Kipling, e.d. Le Cren. 1958. The inverted microscope method of estimating algal numbers and the statistical basis of estimations by counting. Ed. W. Junk. 170 pp.

- -----------------, f.j.h. Mackereth, clifford hiley Mortimer. 1963. Changes in depth and time of certain chemical and physical conditions and of the standing crop of Asterionella formosa Hass in the north basin of Windermere in 1947. Nº 731, volumen 246 de Philosophical trans. of the Royal Society of London. 40 pp.

- -----------------. 1965. The ecology of the freshwater phytoplankton. Ed. Cambridge University Press. 63 pp.

- -----------------. 1970. Primary production. 27 pp.

- a.e. Bailey-Watts, j.w.g. Lund. 1973. Observations on a diatom bloom in Loch Leven, Scotland. 19 pp.

- 1978. Elaboration of the scientific bases for monitoring the quality of surface water by hydrobiological indicators: Report. Volumen 3 de Department of the Environment. 177 pp.

## Honores
- Electo miembro de la Royal Society en mayo de 1932
- Electo miembro de la Sociedad Linneana de Londres el 24 de mayo de 1939[5]
- 1944, se une a la "Asociación Biológica de Agua Dulce" (FBA)
- 1978, Ministro Consejero Científico y nombrado Consejero Honorario de la FBA, de la cual es vicepresidente. En 1991 electo Miembro Honorario de la organización, y continuó su trabajo en el laboratorio hasta el año 2005
- 1958, Presidente de la "British Phycological Society"
- 1967, Presidente de la "International Phycological Society"

### Epónimos
- (Caesalpiniaceae) Chamaecrista lundii (Benth.) H.S.Irwin & Barneby[6]
- (Orchidaceae) Cattleya lundii (Rchb.f. & Warm.) Van den Berg[7]
- (Orchidaceae) Microlaelia lundii (Rchb.f.) Chiron & V.P.Castro[8]
- La abreviatura «J.W.G.Lund» se emplea para indicar a John Walter Guerrier Lund como autoridad en la descripción y clasificación científica de los vegetales.[9]